# エルカホン (カリフォルニア州)
エルカホン（英: El Cajon）は、アメリカ合衆国カリフォルニア州のサンディエゴ郡にある都市。サンディエゴの東に位置している。人口は10万6215人（2020年）。周囲を山に囲まれており「ザ・ビッグ・ボックス」というニックネームで呼ばれている。スペイン語の「エル・カホン（el cajón）」は「大きな箱」や「引き出し」という意味である。

## 市名の起源
スペイン語で「箱」を意味するエル・カホン（El Cajon）という地名が最初に記録されたのは1821年9月1日のことで、シティオ・ランチョ・サンタモニカに代わる名前として、「箱のように囲まれた」谷の地形から名づけられた。
この地名は、1873年から1875年の地図では「カホン（Cajon）」とだけ省略されて表記されており、近代的な街に発展する以前は郵便局の名前は「エルカホン（Elcajon）」であった。
1905年、「エル・カホン（El Cajon）」という表記が再び見られようになった。カリフォルニアの銀行員で歴史家のZoeth Skinner Eldredgeはエル（El）とカホン（Cajon）は分かれていると主張した
。

## 地理
エルカホンは北緯32度47分54秒 西経116度57分36秒 / 北緯32.79833度 西経116.96000度 (32.798300, -116.960055).に位置している。
アメリカ合衆国国勢調査局によれば、市域全面積は14.4平方マイル (37 km2)で、すべて陸地である。西側ではサンディエゴとラ・メサに、南側ではスプリングバレーに、北側ではサンティーに、東側ではサンディエゴ郡の未編入地域に接している。

### 気候
ケッペンの気候区分では、エルカホンは地中海性気候（Csa）とステップ気候（Bsh）の両方の地域に跨っている。そのため、「地中海性乾燥気候」や「半乾燥ステップ気候」などとよく表現される。
南カリフォルニアの内陸部の多くと同じように、わずかな距離を置いただけで気候が劇的に変化し、これはマイクロクライメイト（日本語では微気候や局所気候）と言われる。
エルカホンの気候はサンディエゴの沿岸部と比べると、より極端な気候である。海岸から東に離れるほどより乾燥するが、山地に達するとオログラフィック・アップリフト（山地に沿って空気が上昇する現象）のため降水量が増加する
。
- 最高気温記録は1917年6月14日、1955年9月1日、2006年7月22日、2010年9月2日に観測した45℃。
- 最低気温記録は1913年1月8日に観測した−7℃。
- 最も降水量の多かった年は1941年の715mm。
- 最も降水量の少なかった年は1989年の38mm。
- 最も降水量の多かった月は1993年1月の290mm。
- 24時間の最多雨量は1916年1月27日に観測した142mm。[8]

降雪は稀だが1882年1月には3インチの雪が積もり、1992年11月には計7.6㎜の降雪があった。
| エルカホン (1981年～2010年の平均)の気候 | エルカホン (1981年～2010年の平均)の気候 | エルカホン (1981年～2010年の平均)の気候 | エルカホン (1981年～2010年の平均)の気候 | エルカホン (1981年～2010年の平均)の気候 | エルカホン (1981年～2010年の平均)の気候 | エルカホン (1981年～2010年の平均)の気候 | エルカホン (1981年～2010年の平均)の気候 | エルカホン (1981年～2010年の平均)の気候 | エルカホン (1981年～2010年の平均)の気候 | エルカホン (1981年～2010年の平均)の気候 | エルカホン (1981年～2010年の平均)の気候 | エルカホン (1981年～2010年の平均)の気候 | エルカホン (1981年～2010年の平均)の気候 |
| 月                                      | 1月                                     | 2月                                     | 3月                                     | 4月                                     | 5月                                     | 6月                                     | 7月                                     | 8月                                     | 9月                                     | 10月                                    | 11月                                    | 12月                                    | 年                                      |
| --------------------------------------- | --------------------------------------- | --------------------------------------- | --------------------------------------- | --------------------------------------- | --------------------------------------- | --------------------------------------- | --------------------------------------- | --------------------------------------- | --------------------------------------- | --------------------------------------- | --------------------------------------- | --------------------------------------- | --------------------------------------- |
| 最高気温記録 °F （°C）                  | 92 (33)                                 | 95 (35)                                 | 98 (37)                                 | 104 (40)                                | 104 (40)                                | 106 (41)                                | 113 (45)                                | 107 (42)                                | 110 (43)                                | 106 (41)                                | 99 (37)                                 | 91 (33)                                 | 113 (45)                                |
| 平均最高気温 °F （°C）                  | 72.5 (22.5)                             | 70.5 (21.4)                             | 75.0 (23.9)                             | 79.0 (26.1)                             | 81.0 (27.2)                             | 85.5 (29.7)                             | 90.5 (32.5)                             | 89.5 (31.9)                             | 96.5 (35.8)                             | 84.0 (28.9)                             | 78.0 (25.6)                             | 69.5 (20.8)                             | 81.0 (27.2)                             |
| 平均最低気温 °F （°C）                  | 41.0 (5)                                | 41.5 (5.3)                              | 45.5 (7.5)                              | 49.0 (9.4)                              | 53.5 (11.9)                             | 59.0 (15)                               | 63.0 (17.2)                             | 66.0 (18.9)                             | 61.0 (16.1)                             | 54.5 (12.5)                             | 46.0 (7.8)                              | 37.5 (3.1)                              | 51.5 (10.8)                             |
| 最低気温記録 °F （°C）                  | 26 (−3)                                 | 28 (−2)                                 | 30 (−1)                                 | 36 (2)                                  | 31 (−1)                                 | 46 (8)                                  | 50 (10)                                 | 50 (10)                                 | 49 (9)                                  | 40 (4)                                  | 30 (−1)                                 | 25 (−4)                                 | 25 (−4)                                 |
| 降水量 inch （mm）                      | 2.09 (53.1)                             | 2.40 (61)                               | 2.11 (53.6)                             | 1.20 (30.5)                             | 0.77 (19.6)                             | 0.47 (11.9)                             | 0.70 (17.8)                             | 0.35 (8.9)                              | 0.75 (19)                               | 1.90 (48.3)                             | 2.40 (61)                               | 3.80 (96.5)                             | 18.94 (481.2)                           |
| 出典：NOAA                              |                                         |                                         |                                         |                                         |                                         |                                         |                                         |                                         |                                         |                                         |                                         |                                         |                                         |

## 歴史
スペイン統治時代（1769年～1821年）、政府はranchos（英語で牧場を意味するranchに由来する）と呼ばれる広大な払い下げられた土地を用意し、現在のカリフォルニア州への定住を奨励した。
払い下げられた土地ではカトリック教会によって、この地域至る所でミッション（伝道所）が建設された。19世紀初頭、伝道団の神父は牧草地を探すため、伝道団をエルカホン・バレーへと率いた。
周りを囲んでいる低い山が牛をはぐれさせない役割を、またわずかな降水を川の流域へと集める役割を果たした。それから何年もの間、エルカホンの牧草地は伝道団とネイティブインディアンの改宗者を支えていった。
メキシコ統治時代（1821年～1846年）になって初めて個人に土地を利用する権利が与えられた。1834年に出された「伝道所の分離のための法律」の本来の目的は、教会の持っている資産を回収していないネイティブインディアンへと分配するというものだった。
しかしながら、実際には土地のほとんどは、今まで伝道所の広大な土地を指をくわえて眺めるしかなかったカリフォルニオというスペイン系住民へと渡っていった。1845年、カリフォルニアの政治家ピオ・ピコは、ミッション・サンディエゴ・デ・アルカラの土地を没収した。
彼はエルカホン・バレーの11平方リーグ（約197km2）の土地をサンディエゴ市長のホセ・アントニオ・エストゥディロの娘、ドナ・マリア・アントニオ・エストゥディロに500ドルの国債購入への返礼として与えた。
この土地はもともとランチョ・サンタモニカと呼ばれていた場所で、現在のエルカホンのほか、ボストニア、サンティー、レイクサイド、フリンスプリングス、そしてラメサの一部も含んでいる。また、0.11km2のランチョ・キャナダ・デ・ロス・コーチェスも含んでいた。
マリア・エストゥディロの夫、マドリード出身のドン・ミゲル・ペトロレナ (1808 – 1850) は1838年、貿易業のためにペルーからカリフォルニアへとやって来ていた。
米墨戦争の結果カリフォルニアがアメリカに割譲され、1848年のグアダルーペ・イダルゴ条約で土地の無償払下げが約束された。1851年の土地法の定めるところにより、1852年、ペトロレナの相続人（彼の息子と3人の娘）の後見人であるトーマス・W・サザーランドによってランチョ・エルカホンへの請求が公有地委員会に提出された。
請求は連邦裁判所によって承認され、1876年に土地が譲渡された。1868年、ロサンゼルスの土地開発業者アイザック・ランカーシムはランチョ・エルカホンの大半を購入し、北軍の元将校メジャー・レヴィ・チェイスを代理人として雇った。
チェイスはランカーシムから30.9km2の、チェイス牧場としても知られている土地を受領した。ランカーシムはまた、サンフランシスコで出会ったニューイングランド出身のアマージア・ロード・ノックス (1833–1918) もランチョ・エルカホンの管理のために雇った。
1876年、ノックスはホテルを開設し、サンディエゴと1869年に金が発見されたサンディエゴ郡内陸部のジュリアンとの間を旅する多くの人にサービスを提供した。食事（馬も含む）付きで1泊1ドルの値段だった。この地域は後にノックスズ・コーナーと改名されている
。
1878年までには、谷には25の家族が暮らすようになった。また、ホテルのロビーの一部分に郵便局が開設され、ノックスが初代郵便局長に就いた。
エルカホンは1912年に市として法人化された。

## 人口動態
以下の基礎データ、人種別人口構成については2010年、世帯と家族、年齢別人口構成、収入と家計については2000年の統計データである。
| 基礎データ - 人口: 99,478 人 人種別人口構成 - 白人: 69.3%（ヒスパニックを除くと56.8%） - アフリカン・アメリカン: 6.3% - ネイティブ・アメリカン: 0.8% - アジア人: 3.6% - フィリピン人: 1.7% - 中国人: 0.5% - ベトナム人: 0.4% - 日本人: 0.1% - インド人: 0.1% - 韓国人: 0.1% - その他のアジア人: 0.6% - 太平洋諸島系: 0.5% - その他の人種: 12.6% - 混血: 6.9% - ヒスパニック・ラテン系: 28.2% | 世帯と家族（対世帯数） - 18歳未満の子供がいる: 37.0% - 結婚・同居している夫婦: 46.0% - 未婚・離婚・死別女性が世帯主: 16.0% - 非家族世帯: 32.3% - 単身世帯: 24.1% - 65歳以上の老人1人暮らし: 8.5% - 平均構成人数 - 世帯: 2.70人 - 家族: 3.21人 年齢別人口構成 - 18歳未満: 27.9% - 18-24歳: 11.2% - 25-44歳: 31.3% - 45-64歳: 18.3% - 65歳以上: 11.3% - 年齢の中央値: 32歳 - 性比（女性100人あたり男性の人口） - 総人口: 95.2 - 18歳以上: 91.4 収入と家計 - 収入の中央値 - 世帯: 35,566米ドル - 家族: 40,045米ドル - 性別 - 男性: 32,498米ドル - 女性: 25,320米ドル - 人口1人あたり収入: 16,698米ドル |

エルカホンはアッシリア人とイラク系アメリカ人の人口が多く、アメリカでは最も大きなカルデア・カトリック教会とイラク人のコミュニティの一つがある。
アメリカ合衆国国勢調査局の2008年～2010年の推計によると、7,537人（7.4％）のアラブ系住民（ほとんどはイラク人）、6,409人（6.4％）のアッシリア/カルデア/シリア系住民が暮らしている。
2010年時点では、エルカホンはサンディエゴ郡で最も貧困率が高く、成人で29.7％、子どもは36.5％であった。

### 最新の推計
サンディエゴ郡自治体連合によると、2005年の世帯収入の中央値はインフレ調整前の値で47,885米ドル、インフレ調整後で38,884米ドルとなっている。

## 行政
2012年まで、エルカホンは市憲章を持たない一般法準拠市（general law city）であり、シティ・マネージャー制を採っていた。
2012年6月、有権者によって市憲章が採択され、憲章市（chartered city）となった。市は市長と定数5人の市議会によって統治されている 。
2013年10月24日、市長のマーク・ルイスはカルデア人コミュニティについての発言で批判を受けたため、市長を辞職した。連邦議会議員のホアン・バルガスやネイバーフッド・マーケット・アソシエーションの社長マーク・アラボ等の著名人が市長の辞任を要求した
。
ルイスは間もなく健康上の問題を理由に辞職した。11月12日、市議会は市議会議員のビル・ウェルズを臨時の市長として任命した。市議会での投票結果は4票すべてウェルズに入ったが、ウェルズ自身は投票に関与しなかった。
彼の任期は2014年の11月に切れる予定である。

## 政治
州議会上院では、エルカホンは第36選挙区に位置しており、共和党のジョエル・アンダーソンが選出されている。州議会下院では第77選挙区に位置しており、共和党のブライアン・ジョーンズが選出されている。
連邦議会ではカリフォルニア第50選挙区とカリフォルニア第53選挙区に分かれており、第50選挙区からは共和党のダンカン・D・ハンターが、第53選挙区からは民主党のスーザン・デービスがそれぞれ選出されている
。

## 経済
パークウェイ・プラザというショッピングモールが市内にある。

### 雇用主
市の包括的年間財務報告書2010年版によると、市内の大きな雇用者トップ10は以下の通りである。
| # | 雇用主                                            | # 従業員数 |
| - | ------------------------------------------------- | ---------- |
| 1 | グロスモント-カヤマカ・コミュニティ・カレッジ学区 | 1,490      |
| 2 | GKNエアロスペース                                 | 1,100      |
| 3 | エルカホン市                                      | 464        |
| 4 | テイラー・ギター                                  | 320        |
| 5 | シアーズ                                          | 300        |
| 6 | エルドラド・ケアセンター                          | 298        |
| 7 | グロスモント統一高校学区                          | 278        |
| 8 | ホーム・オブ・ガーディング・ハンズ                | 266        |
| 9 | シニア                                            | 250        |
| 9 | ターゲット・コーポレーション                      | 250        |

## 学校
カホン・バレー統一教育学区が公立小学校・中学校を運営している。グロスモント統一高校学区が公立高校を運営している。

### 小学校
- アンザ小学校
- アボカド小学校
- ブロッサムバレー小学校
- ボストニア小学校
- チェイス・アベニュー小学校
- クレスト小学校
- デヘサ小学校
- フレッチャーヒルズ小学校
- フライングヒルズ小学校
- フェルテ小学校
- ジャマチャ小学校
- ジョンソン小学校
- レキシントン小学校
- マディソン小学校
- マグノリア小学校
- メリディアン小学校
- ナランカ小学校
- ランチョ・サンディエゴ小学校
- リオス小学校
- ビスタ・グランデ小学校
- W・D・ホール小学校

### 中学校
- カホン・バレー中学校
- エメラルド中学校
- グリーンフィールド中学校
- ヒルズデール中学校
- ロス・コーチェス・クリーク中学校
- モンゴメリー中学校

### 高校
- シャパラル高校
- クリスチャン高校
- エルカホン・バレー高校
- グラナイト・ヒルズ高校
- グロスモント高校
- ヴァルハラ高校

### 大学
- アドバンスド・トレーニング
- カヤマカ大学
- グロスモント大学
- サンディエゴ・クリスチャン大学
- カルデア・カトリック教会Mar Abba the Great神学校

## 見どころ

### 企業
- テイラー・ギター
- ソリッド・ゴールド
- カトリック・アンサーズ
- スキャンティボディーズ・ラボラトリー社

### 空港
- ギレスピー・フィールド

## 著名な人物
- ボブ・ブーン - MLB選手。父のレイ・ブーンと息子二人もメジャーリーガーであり、ブーン一家は親子孫と三世代でメジャーでプレイした最初のファミリーである。
- アーロン・ブーン - MLB選手。ボブ・ブーンの息子。
- ブレット・ブーン - MLB選手。ボブ・ブーンの息子。
- トニー・クラーク - MLB選手。
- ブライアン・ジャイルズ - MLB選手。
- マーカス・ジャイルズ - MLB選手。ブライアン・ジャイルズの弟。
- バリー・ジト - MLB選手。
- ケビン・コレイア - MLB選手。
- シェーン・スペンサー - 野球選手。阪神タイガースにも所属していた。
- スウェン・ネイター - バスケットボール選手。
- グレゴリー・ローガニス - 飛込み選手。オリンピックで計5個のメダルを獲得。
- ジミー・ジョンソン - NASCARドライバー。
- ライアン・ハンセン - 俳優。
- ジョリーン・ブレイロック - モデル、女優。
- ジェームズ・ウォン - 映画監督・テレビプロデューサー・脚本家。
- グレン・モーガン - 映画監督・テレビプロデューサー・脚本家。